# Algeriet i olympiska vinterspelen för ungdomar 2024
Algeriet deltog vid olympiska vinterspelen för ungdomar 2024 i Gangwon i Sydkorea mellan den 19 januari och 1 februari 2024. Det var Algeriets debut vid olympiska vinterspelen för ungdomar.
Algeriets trupp bestod av en manlig alpin skidåkare. Den alpina skidåkaren Abderrahmane Bouderbala var landets fanbärare under öppningsceremonin.

## Tävlande
Följande är en lista över antalet tävlande som deltog i spelen per sport/disciplin.
| Sport            | Herrar | Damer | Totalt |
| ---------------- | ------ | ----- | ------ |
| Alpin skidåkning | 1      | 0     | 1      |
| Totalt           | 1      | 0     | 1      |

## Alpin skidåkning
Algeriet fick en kvotplats för en manlig alpin skidåkare.
Herrar
| Idrottare               | Gren       | Åk 1    | Åk 1      | Åk 2    | Åk 2      | Totalt  | Totalt    |
| Idrottare               | Gren       | Tid     | Placering | Tid     | Placering | Tid     | Placering |
| ----------------------- | ---------- | ------- | --------- | ------- | --------- | ------- | --------- |
| Abderrahmane Bouderbala | Storslalom | 1.09,47 | 64        | 1.02,79 | 49        | 2.12,26 | 49        |
| Abderrahmane Bouderbala | Slalom     | 0DNS0   | 0DNS0     | 0DNS0   | 0DNS0     | 0DNS0   | 0DNS0     |